# Elfriede Blauensteiner
Elfriede Blauensteiner (Wenen, 22 januari 1931 - Neunkirchen, 16 november 2003) was een Oostenrijks seriemoordenares die vijf mensen doodde door vergiftiging. De lokale media gaven haar de bijnaam Zwarte Weduwe.
Blauensteiner bekende op 11 januari 1996 vijf moorden, hoewel ze haar verhaal later herzag. Oorspronkelijk gaf ze toe haar man, twee voormalige minnaars en twee andere mensen die het volgens haar 'verdienden om te sterven' omgebracht te hebben. Op 7 maart 1997 werd Blauensteiner veroordeeld tot een levenslange gevangenisstraf. Na een tijd vastgezeten te hebben in Schwarzau am Steinfeld, stierf de Oostenrijkse in 2003 aan een hersentumor.

## Slachtoffers
- Blauensteiners eerste slachtoffer was een man die het onderhoud deed in haar appartementencomplex. Volgens haarzelf hielp ze hem in 1981 zelfmoord te plegen, omdat hij zijn vrouw en kinderen zou misbruiken.
- De Oostenrijkse doodde haar tweede man Rudolf Blauensteiner in augustus 1992.
- Vier maanden daarna stierf de welgestelde Franziska K, die in Wenen Blauensteiners buurvrouw was geweest. Haar overlijden kwam kort nadat ze haar testament ten gunste van 'Frau Elle' aangepast had.
- Na een jaar verzorging van Blauensteiner, overleed in juni 1995 een man die ze ontmoette via een contactadvertentie.
- Alois Pichler (77) leerde de Oostenrijkse eveneens kennen via een advertentie in de krant. In november 1995 werd hij Blauensteiners vijfde bekende slachtoffer, hoewel de lokale autoriteiten vermoeden dat ze meer doden op haar geweten heeft.